# Hippolyt Guarinoni
Hippolyt Guarinoni (latinsky Hippolytus Guarinonius, italsky Ippolito Guarinoni) (18. listopadu 1571 Trento; † 31. května 1654 Hall in Tirol) byl italský lékař, všestranný učenec, projektant architektury a spisovatel.

## Životopis
Narodil se jako nemanželský syn osobního lékaře rakouských císařů Maxmiliána II. a Rudolfa II. Bartolommea Guarinoniho z Hoffbergu (1534–1616), který byl za svou službu povýšen do šlechtického stavu, s Hippolytovou matkou měšťanského původu nevstoupil do morganatického manželství. Vyrostl ve Vídni, jezuitské gymnasium vystudoval v Praze v době, kdy byl na dvoře císaře Rudolfa II. činný jeho otec Bartolommeo i strýc Cristoforo Guarinoniové. Po univerzitním studiu medicíny v Padově přesídlil do Hallu v Tyrolsku, kde se v klášteře šlechtičen stal osobním lékařem štýrských arcivévodkyň Eleonory a Marie Kristýny a od roku 1601 městským lékařem. Mimo jiné se stal krátce osobním lékařem sedmihradského vévody Zikmunda Báthoryho, který byl po sňatku s Marií Kristýnou nařčen z impotence.
Guarinoni patřil k militantním katolíkům a antisemitům. Poutěmi i tiskem prosazoval kult smyšlené rituální vraždy dítětě Anderla z Rinnu. Spolupracoval s jezuity v Ingolstadtu, u nichž vydával svá díla.

## Rodina

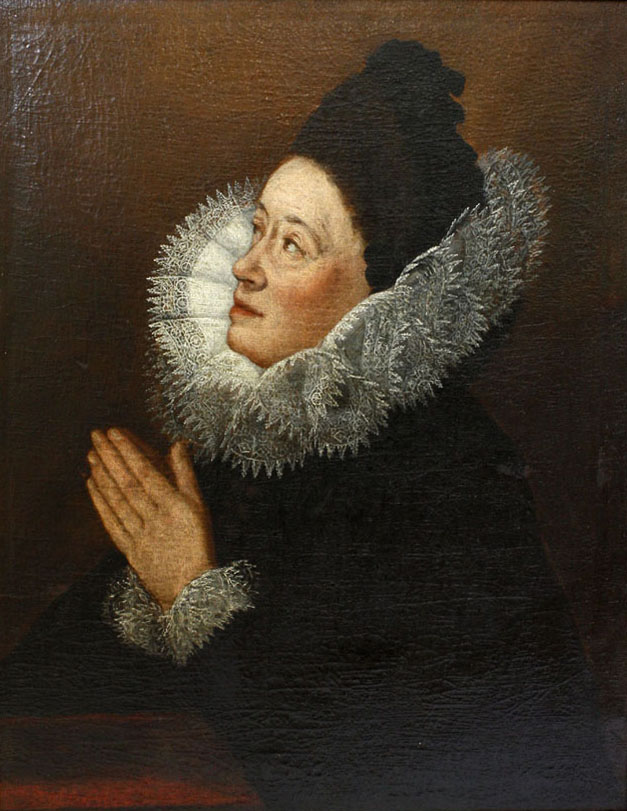
Manželka Helena von Spiess na votivním obraze z Vídně

Byl dvakrát ženat, v letech 1599–1610 s Charitas Thalerovou, po její smrti se roku 1611 oženil s Helenou von Spiess, bývalou dvorní dámou arcivévodkyně Anny Kateřiny Gonzagové. Portréty obou manželů se dochovaly v bývalém klášterním kostele servitů ve Vídni. Z početného potomstva většina dětí zemřela. Guarinoni se dožil výjimečného věku 83 let, zemřel v Hallu a je pohřben ve svém kostele sv. Karla Boromejského ve Volders před oltářem v první postranní kapli vpravo od vchodu. Na náhrobní desku si dal vytesat veršovaný latinský epitaf.

## Dílo

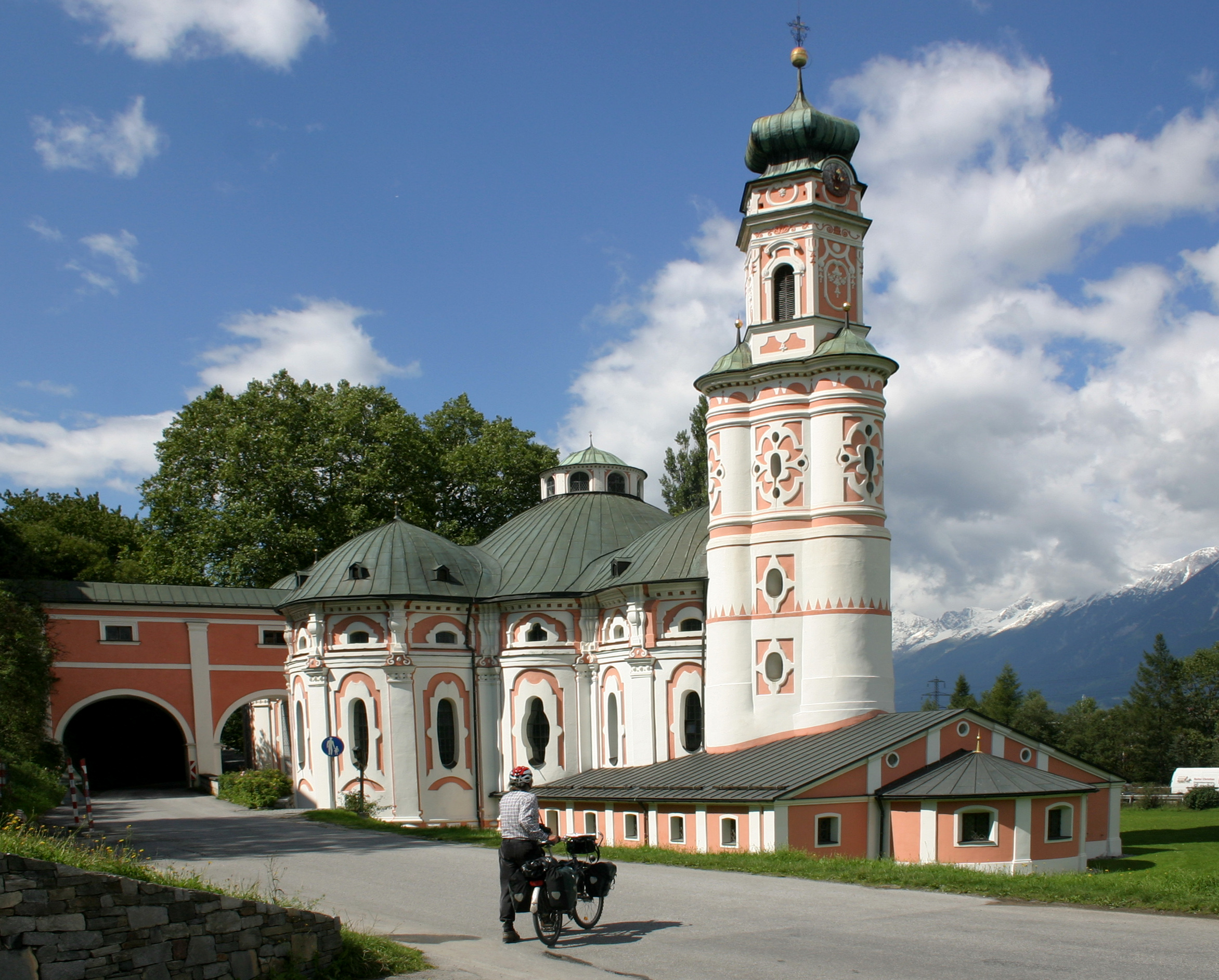
Kostel sv. Karla Boromejského ve Volders

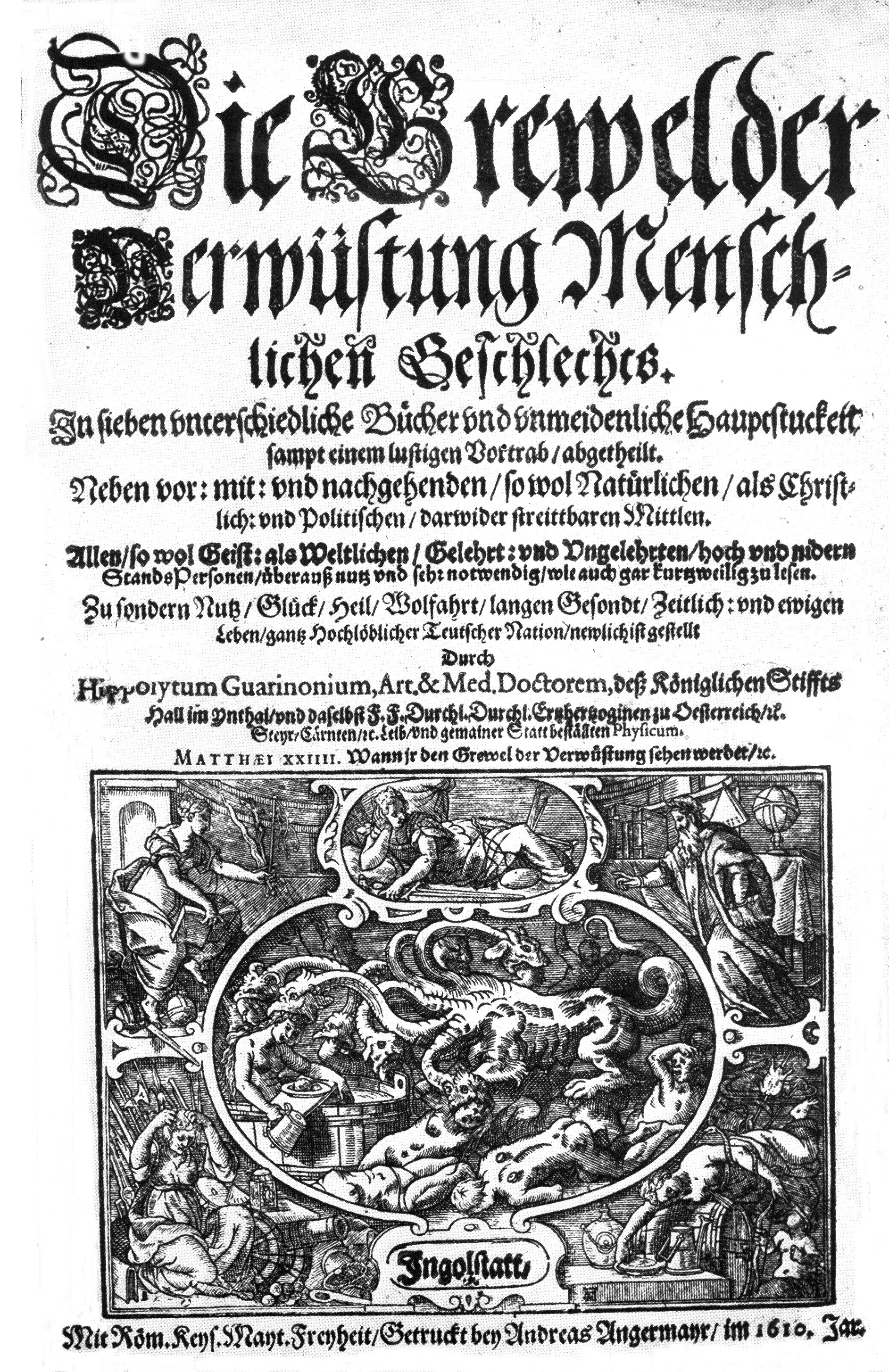
Titulní strana Guaroniniova spisu Die Grewel der Verwüstung menschlichen Geschlechtes (1610)

Prosazoval střídmou životosprávu, hygienu, léčbu minerálními prameny a zdravý životní styl. Jako městský fyzikus v Hallu prosadil na lepší ubytování havířů ze stříbrných dolů. V době morové epidemie ve městě zavedl hygienická opatření podle vzoru Karla Boromejského.
- Psal epické příběhy (například z rudolfinské Prahy, kde strávil 11 let[2]), životopisy (například své pacientky arcivévodkyně Eleonory). Podporoval lidovou slovesnou tvorbu.
- Kostel sv. Karla Boromejského v tyrolské vsi Volders dal podle vlastního projektu postavit a vyzdobit. Zasvěcení údajně zvolil proto, že jako malý chlapec dělal páže na dvoře Karla Boromejského v Miláně. Dále navrhl stavby kaple ve vsi Tulfes ve Volderwaldu a Anenského kostelíka v Bad Baumkirchen.
- Lékařský a osvětový spis: sedm knih o správné životosprávě, tělesném, duševním a politickém zdraví pod titulem Die Grewel der Verwüstung menschlichen Geschlechtes (česky Hrůza zpustnutí lidského rodu), vydal v roce 1610 v Ingolstadtu.
- Hagiografický spis o římské světici Františce Pontiani de Busso: Spiegel Christlicher Eheleut, ... verwunderlichen Leben ...großmächtigen Heldin, heiligsten Frawen, H. Franciscae Pontianin, gebornen von Busso (překlad z italského originálu Giulia Orsina, vydal v roce 1613 v Ingolstadtu.

V rukopise v klášteře Wilten zanechal:
- Herbář s 663 rostlinami, který se dostal do knihovny na zámku Ambras.
- Legendu o židovské rituální vraždě tříletého tyrolského chlapce Anderla z Rinnu, jež položila základ antisemitskému kultu[3]